# Rangiroa

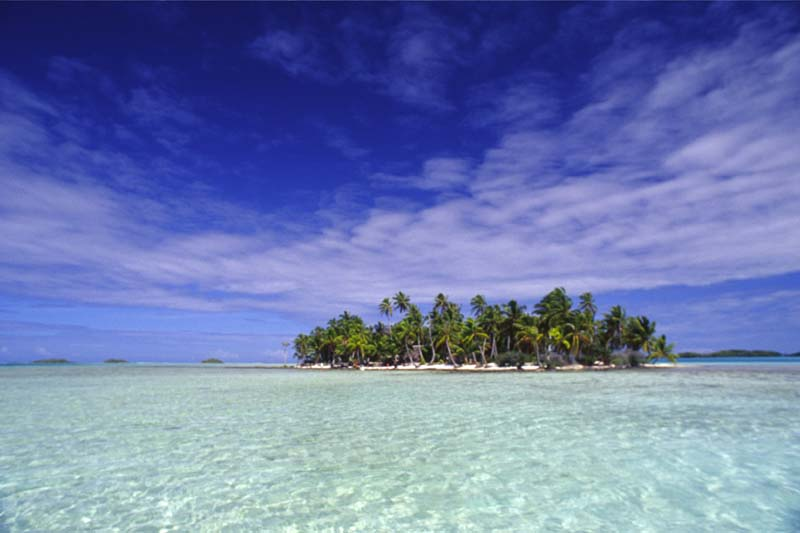

Rangiroa (z j. tuamotu Bezkresne niebo) – atol koralowy w Polinezji Francuskiej, w archipelagu Tuamotu. Trzeci co do wielkości atol na świecie (po atolu Kiritimati w Kiribati i Aldabrze na Seszelach). Położony jest w grupie Îles Palliser. Atol składa się z około 250 wysp, wysepek i ławic piaskowych o łącznej powierzchni około 170 km². Znajduje się tu około 100 wąskich korytarzy wodnych nazywanych hoa, które umożliwiają żeglugę wewnątrz i na zewnątrz atolu. Powierzchnia laguny wynosi około 1600 km². Liczba ludności szacowana jest na 3210 mieszkańców (spis powszechny z 2007). Największym ośrodkiem jest Avatoru, położone w północno-zachodniej części atolu. Na atolu funkcjonuje port lotniczy Rangiroa.
Najbliższym atolem jest Tikehau, położony 12 km na zachód.